# Burgundisches Erbe Karls des Kühnen
Das burgundische Erbe Karls des Kühnen, des letzten burgundischen Herzogs aus dem Haus Burgund-Valois, umfasste die Erblande, die er seiner Tochter Maria von Burgund als der einzigen Erbin hinterließ. Karl der Kühne war am 5. Januar 1477 in der Schlacht von Nancy gefallen, ohne einen männlichen Erben zu hinterlassen.
Zu dem Erbe gehörten im Süden des zweigeteilten Herzogtums Burgund: das eigentliche Burgund, die Freigrafschaft Burgund, Mâconnais, Auxerrois, Charolais, Nevers und Rethel sowie im Norden die burgundischen Niederlande: Boulogne, Picardie (mit den Somme-Städten und dem Ponthieu), Grafschaft Artois, Vermandois, Cambrai, Hennegau, Flandern, Brabant, Holland, Seeland, Mechelen, Namur, Friesland, Luxemburg, Geldern (mit Zutphen und der Veluwe),  Kleve, Limburg und Lüttich. Während die westlichen Gebiete des Herzogtums Lehen der französischen Krone waren, standen die östlichen unter Lehnsherrschaft des Heiligen Römischen Reiches.

## Erbfall und Folgen
Nach dem Tod Karls des Kühnen heiratete dessen Erbtochter Maria von Burgund am 19. August 1477 Maximilian von Habsburg, mit dem sie bereits seit 1475 verlobt war. Maximilian, Sohn des römisch-deutschen Kaisers Friedrich III.,  wurde so iure uxoris Herzog von Burgund und das Herzogtum Teil des habsburgischen Hausbesitzes.
Noch vor der Hochzeit Marias zog der französische König Ludwig XI. die an Karl den Kühnen vergebenen französischen Kronlehen ein – diese konnten als reine Mannlehen nicht auf dessen Erbtochter übergehen – und besetzte sowohl das eigentliche Burgund und die Freigrafschaft als auch die nördlichen Grenzgebiete Picardie und das Artois sowie einige andere Gebiete, die zuvor unter Herrschaft Karls des Kühnen gestanden waren. Die Besetzung der französischen Kronlehen führte zum Burgundischen Erbfolgekrieg (1477–1493), der mit dem Abschluss des Vertrages von Senlis am 23. Mai 1493 endete.